# Laguna El Tigre
A  Laguna El Tigre  é um lago localizado na Guatemala. Localiza-se no departamento de El Petén, Município de San Andrés.